# برجس هیل
latitudeبرجس هیلlongitudeبرجس هیل
بورگس هیل (به انگلیسی: Burgess Hill) یک شهرک در بریتانیا است که در انگلستان واقع شده‌است.

## خصوصیات
بورگس هیل ۹٫۴۷ کیلومترمربع مساحت و ۲۸٬۸۰۳ نفر جمعیت دارد.

## خواهرخوانده
شهرهای اشمالنبرگ و ابویل خواهرخوانده‌های بورگس هیل هستند.